# São Pedro (Faro)
 São Pedro (llamada oficialmente Faro (São Pedro)) era una freguesia portuguesa del municipio de Faro, distrito de Faro.

## Historia
Fue suprimida el 28 de enero de 2013, en aplicación de una resolución de la Asamblea de la República portuguesa promulgada el 16 de enero de 2013 al unirse con la freguesia de Sé, formando la nueva freguesia de Faro (Sé e São Pedro).